# Clavella perfida
Clavella perfida är en kräftdjursart som beskrevs av C. B. Wilson 1915. Clavella perfida ingår i släktet Clavella och familjen Lernaeopodidae. Inga underarter finns listade i Catalogue of Life.